# 니징양
니징양(예경양, 중국어 간체자: 倪景阳, 정체자: 倪景陽, 1979년 4월 11일 ~ )은 중화인민공화국의 배우이다.

## 출연 작품

### 영화
- 2012년 《필부》
- 2014년 《궤팔루》
- 2014년 《백일염화》
- 2014년 《호명선생》

### 드라마
- 2003년 《18세의 하늘》 - 페페 역
- 2005년 《소어아와 화무결》 - 연성궁주 역